# 國家地震工程研究中心

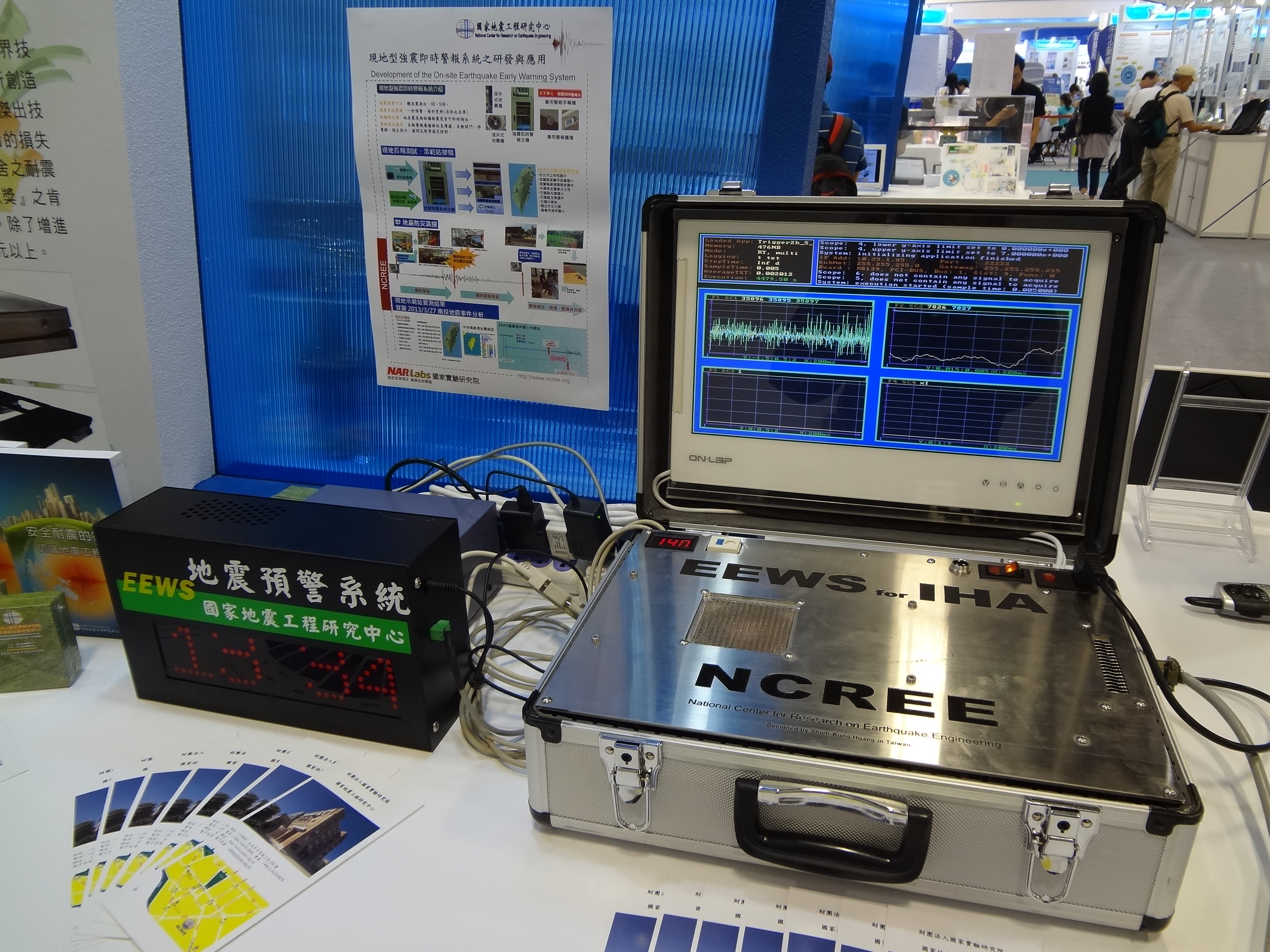
國家地震工程研究中心現地型強震即時警報系統（地震預警系統）

國家地震工程研究中心（英語：National Center for Research on Earthquake Engineering），簡稱國家地震中心、國震中心、NCREE，是中華民國一所地震研究機構，成立於1998年，隸屬於國家實驗研究院，成立目的在於設置地震模擬試驗室，提昇與落實地震工程之研究，並解決國內工程界之耐震問題，發展地震工程新技術，以減輕地震災害。目前設有台北實驗室與台南實驗室。

## 大事紀

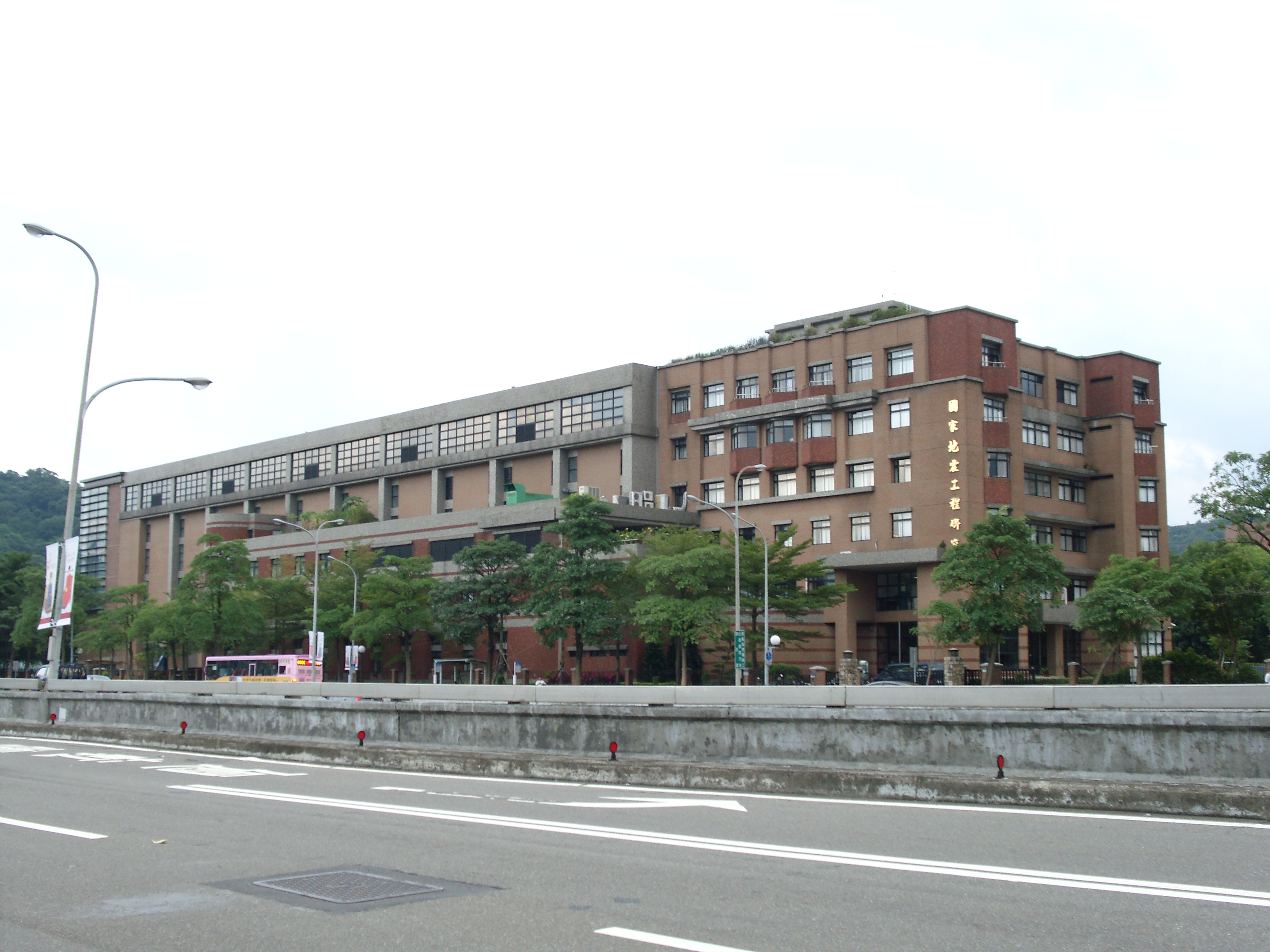
國家地震工程研究中心台北實驗室

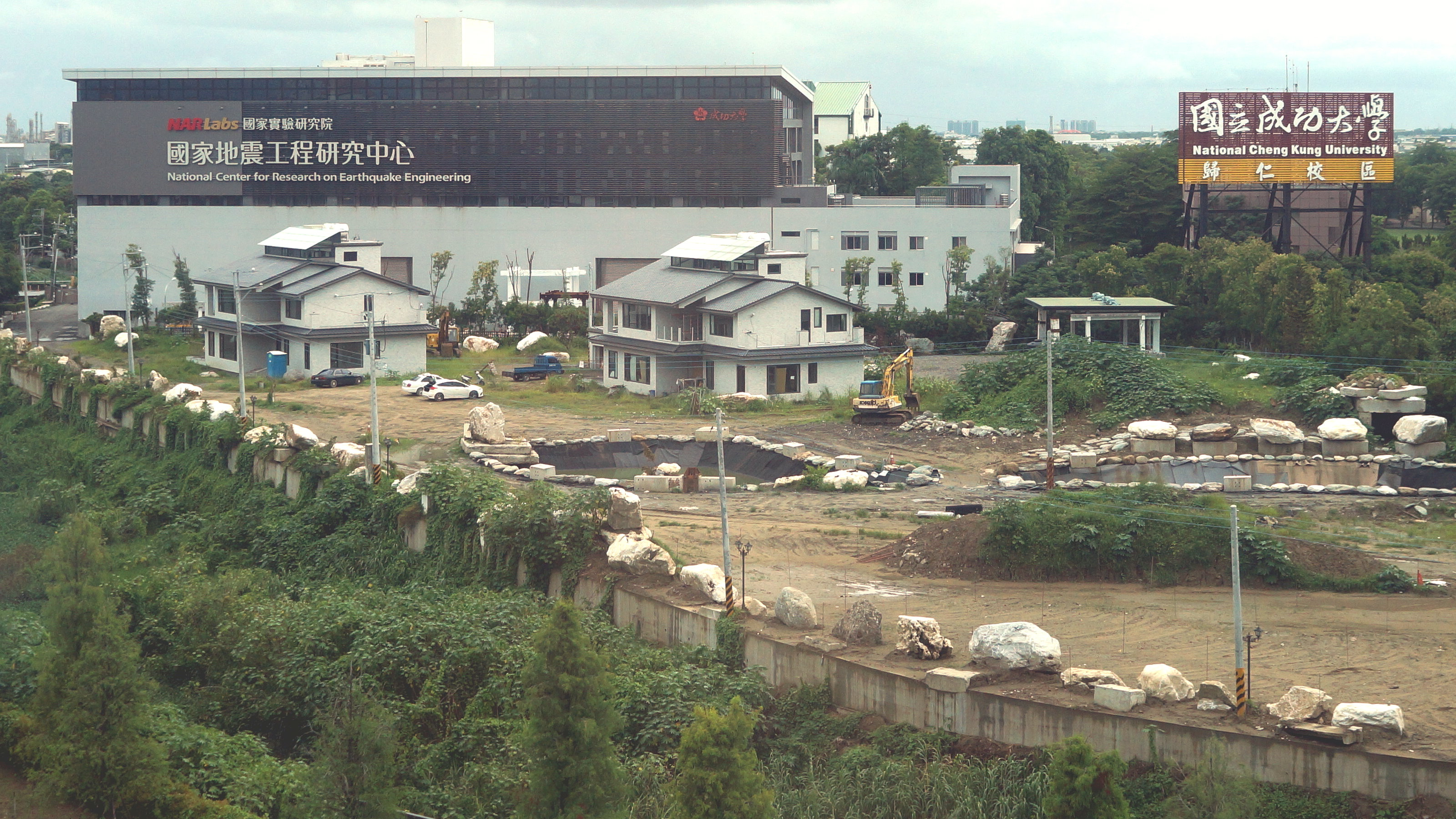
國家地震工程研究中心台南實驗室

- 1990年，開始總部籌建工作，建築經費由國立臺灣大學支應，設備及爾後每年之運作經費由行政院國家科學委員會編列[1]。
- 1998年6月，正式完成總部籌建工作。
- 2002年5月，立法院通過《財團法人國家實驗研究院設置條例》。
- 2003年6月，由國科會所屬單位轉型為財團法人組織[1]。
- 2013年12月，獲行政院核定「國家實驗研究院國家地震工程研究中心第二實驗設施建置計畫」，興建工程經費新台幣5億元，分由公共建設經費支應3億元、國立成功大學出資1億元及國研院自籌1億元，長衝程高速度地震模擬振動台等大型實驗設施建置8億元（由科技預算支應），由國研院與成大簽定「國立成功大學經管國有土地租賃契約」，提供成大歸仁校區土地。
- 2017年8月9日，位於成大歸仁校區的台南實驗室啟用，總部即台北實驗室。

## 組織
- 主任
- 副主任

部門
- 行政管理組
- 企劃推廣組
- 資訊技術組
- 實驗技術組
- 強地動組
- 建物組
- 南部實驗組
- 橋樑組
- 大地組
- 結構控制組
- 震災模擬組
- 綠能風機組

## 歷任主任
1. 蔡克銓：2003年－2010年2月[3]
2. 張國鎮：2010年2月1日－2017年2月1日
3. 黃世建：2017年2月2日－2021年5月16日
4. 周中哲：2021年5月17日－2024年5月16日
5. 歐昱辰：2024年5月17日－現任

## 外部連結
- 國家實驗研究院（页面存档备份，存于）